# Rosaster attenuatus
Rosaster attenuatus är en sjöstjärneart som beskrevs av Yin-Xia Liao 1984. Rosaster attenuatus ingår i släktet Rosaster och familjen ledsjöstjärnor. Inga underarter finns listade i Catalogue of Life.